# 谭家湾镇 (十堰市)
谭家湾镇是中国湖北省十堰市郧县下辖的一个镇，设立于2009年6月20日，与郧阳民营工业园区为“两块牌子、一套班子”。全镇总面积200.2平方公里，人口30688人。行政区域由两部分组成：郧县原种场和2001年并入杨溪铺镇的桂花乡，共2个社区居委会、12个行政村，镇政府驻谭家湾村。

## 行政区划
城关镇下辖以下地区：
水乐园社区、谭家湾村、十方院村、西茶亭村、核桃树垭村、东茶亭村、陈家墁村、香炉山村、五道岭村、圩坪寺村、郑家河村、龙泉村、黄畈村和青山村。